# Protohadros
Protohadros („první hadrosaurid“) byl rod iguanodontního dinosaura z křídového období (věk cenoman nebo turon, asi před 95 až 90 miliony let). Fosilie tohoto býložravého ptakopánvého dinosaura byly objeveny v roce 1994 v Texasu (USA).

## Popis
Objevena byla pouze lebka a fragmenty žeber a končetin, není proto jisté, jak přesně tento dinosaurus vypadal. Dosahoval délky asi 7 metrů a vykazoval mnohé znaky, typické pro pozdější hadrosauridy (včetně zubních baterií). Přední končetiny byly poněkud kratší než zadní, pohyboval se tedy možná více na zadních než na všech čtyřech.

## Zařazení
Příbuzným druhem tohoto severoamerického ornitopoda byl například čínský druh Yunganglong datongensis, jehož fosilie byly objeveny na území provincie Šan-si.